# アルテフェルデスタディオン
アルテフェルデスタディオン（Arteveldestadion）は、ベルギー・オースト＝フランデレン州ヘントにある多目的スタジアム。KAAヘントがホームスタジアムとして使用している。
スタジアムが開場する2ヶ月前の2013年5月、建設工事を担当した国内のゼネコンであるGhelamco Group Comm. VA社がスタジアムの命名権を買収し、ゲラムコ・アレーナ (Ghelamco Arena)と命名された。

## 概要
収容人数は20,175人となる。2010-2011シーズンからKAAヘントのホームスタジアムとなる予定であったが、工事が遅れて2013年までユレス・オッテンスタディオンからの移転がずれ込んだ。2013年7月に、ドイツのVfBシュトゥットガルトとの親善試合にてこけら落としのイベントが行われた。

## ギャラリー

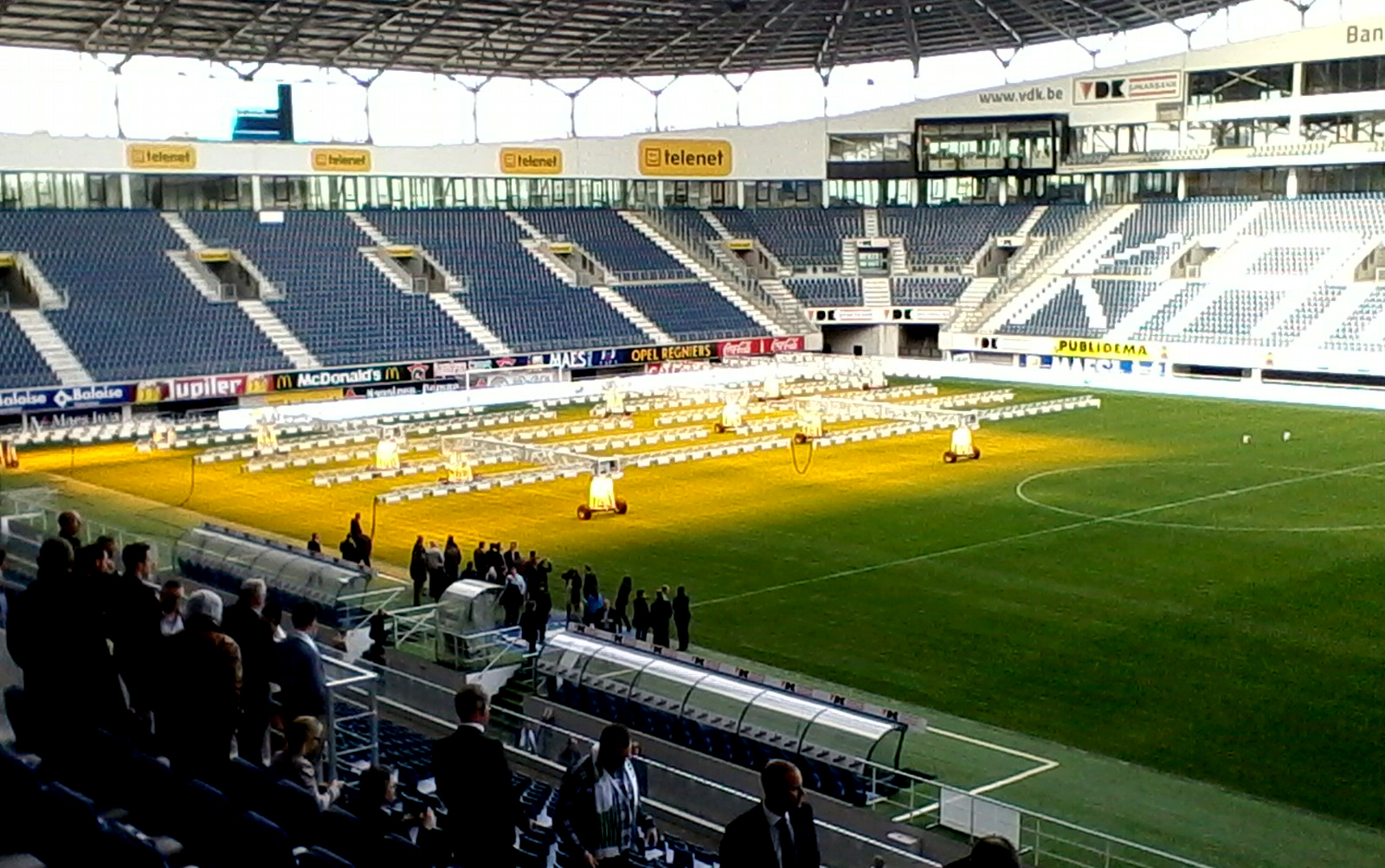
西スタンド
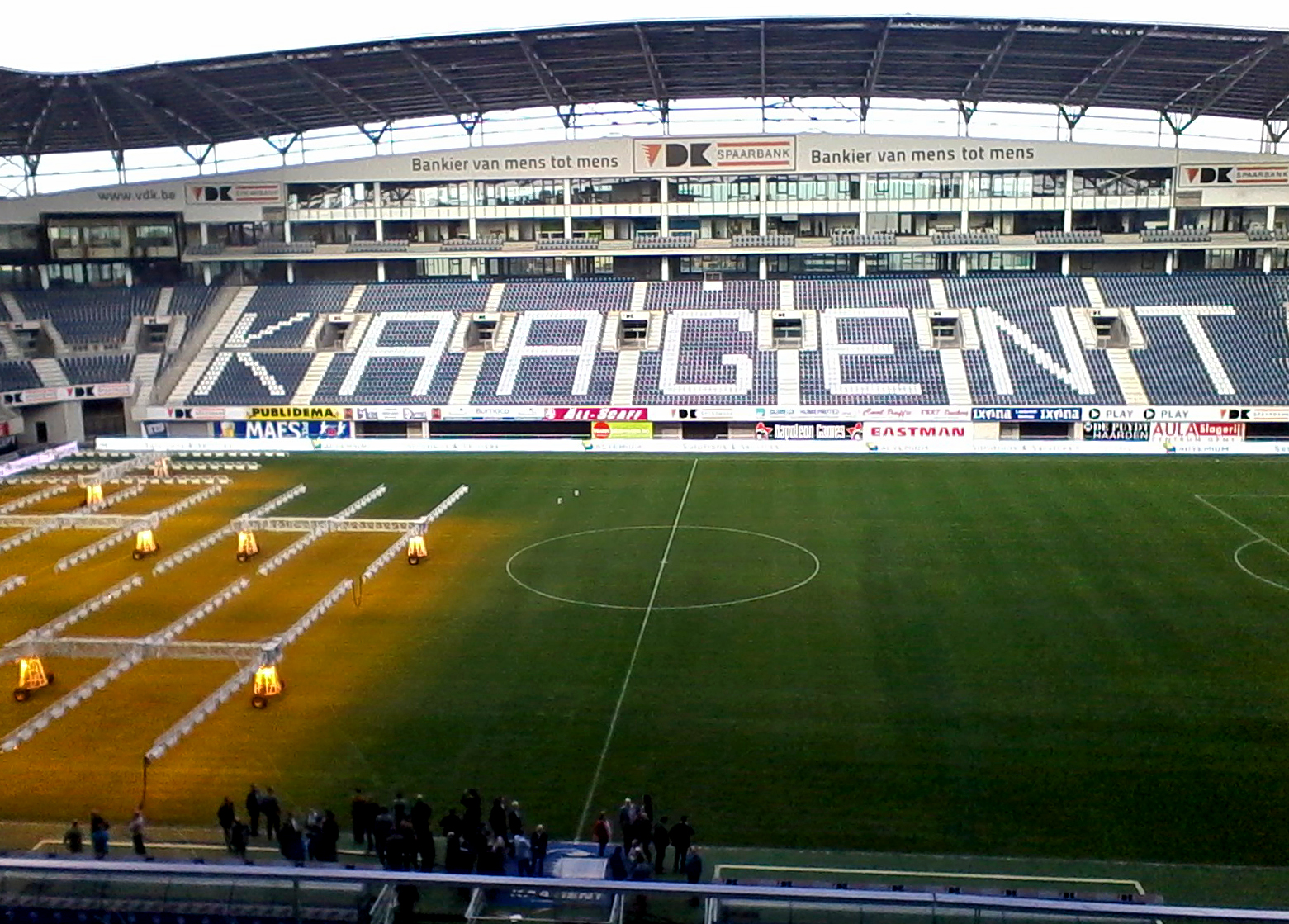
北スタンド
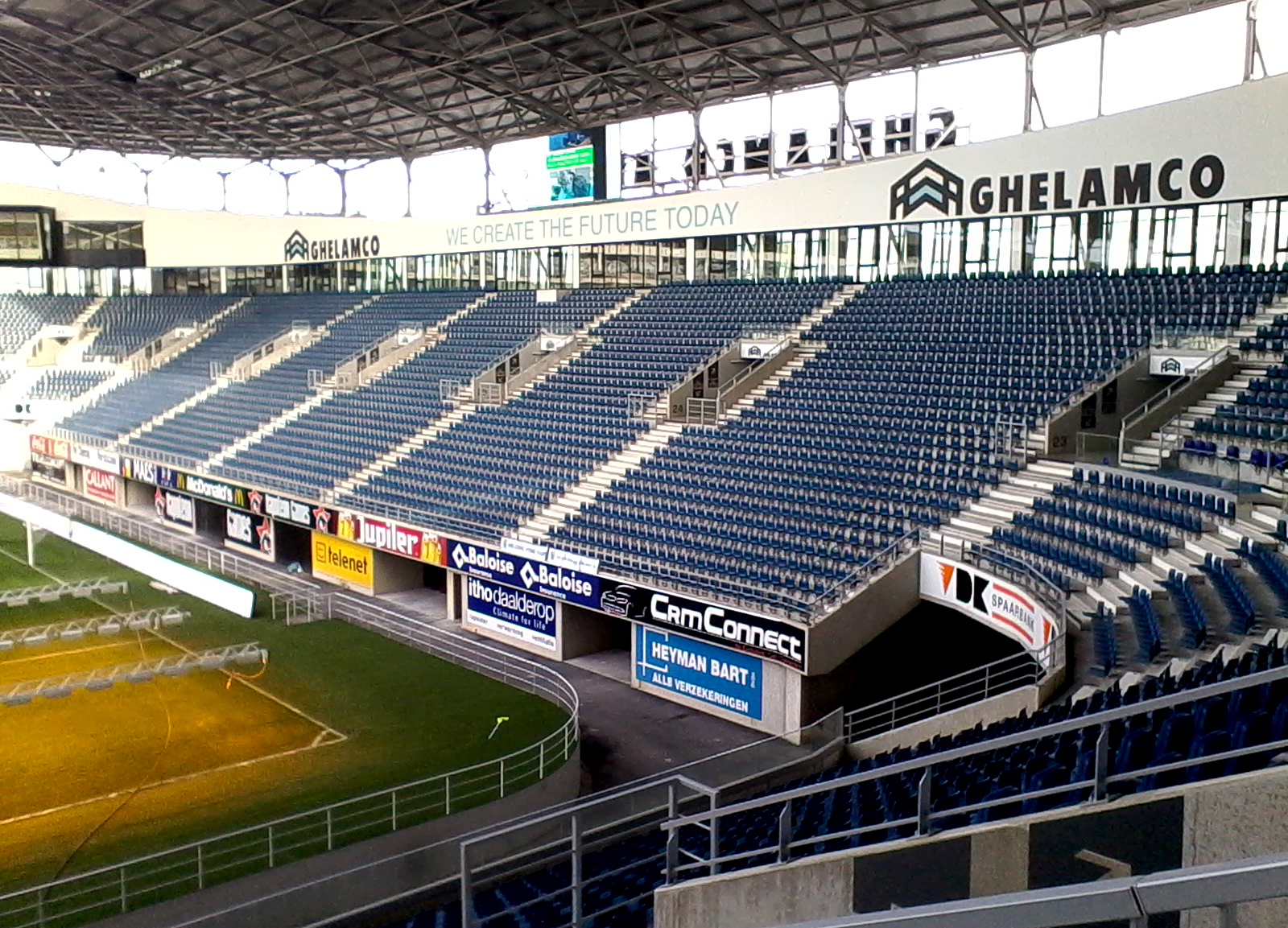
東スタンド
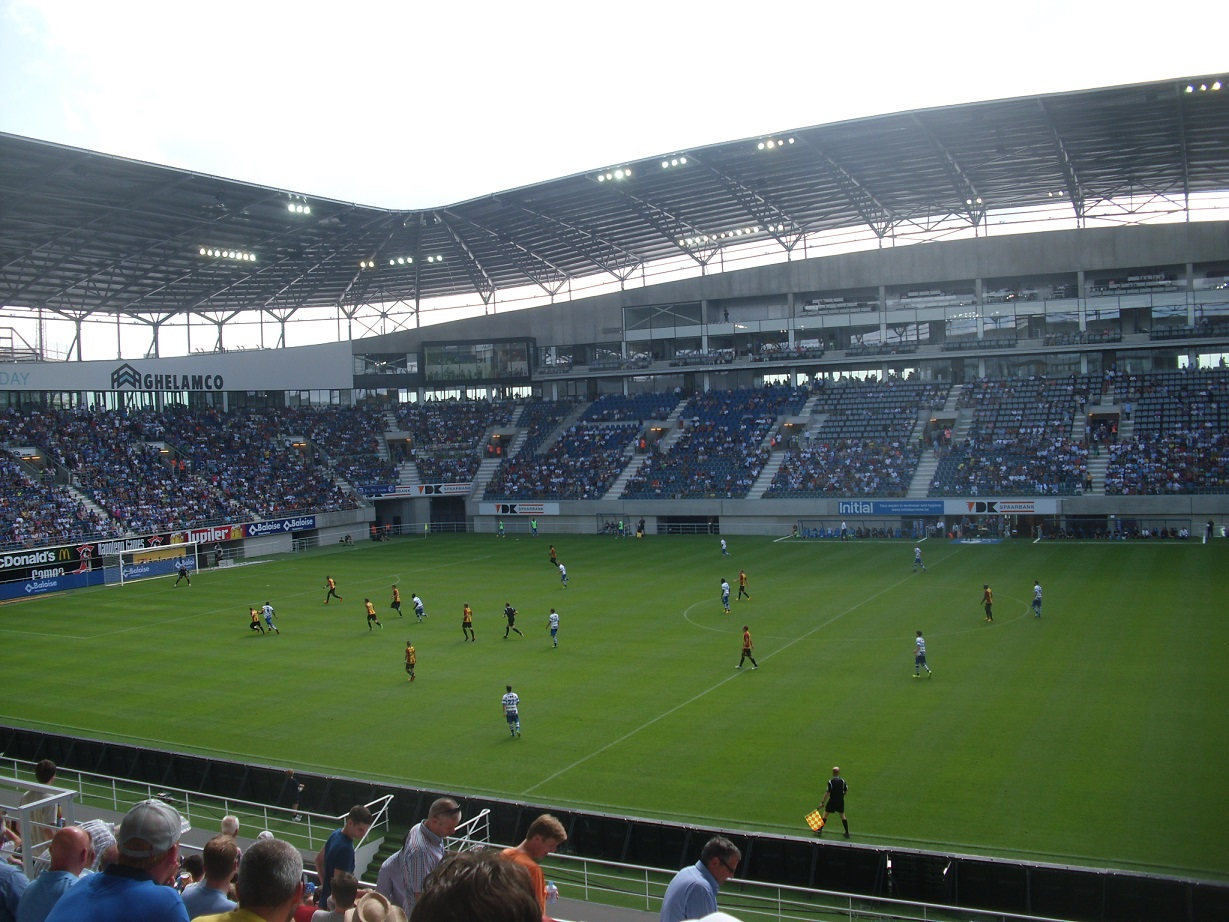
メインスタンド (南スタンド)
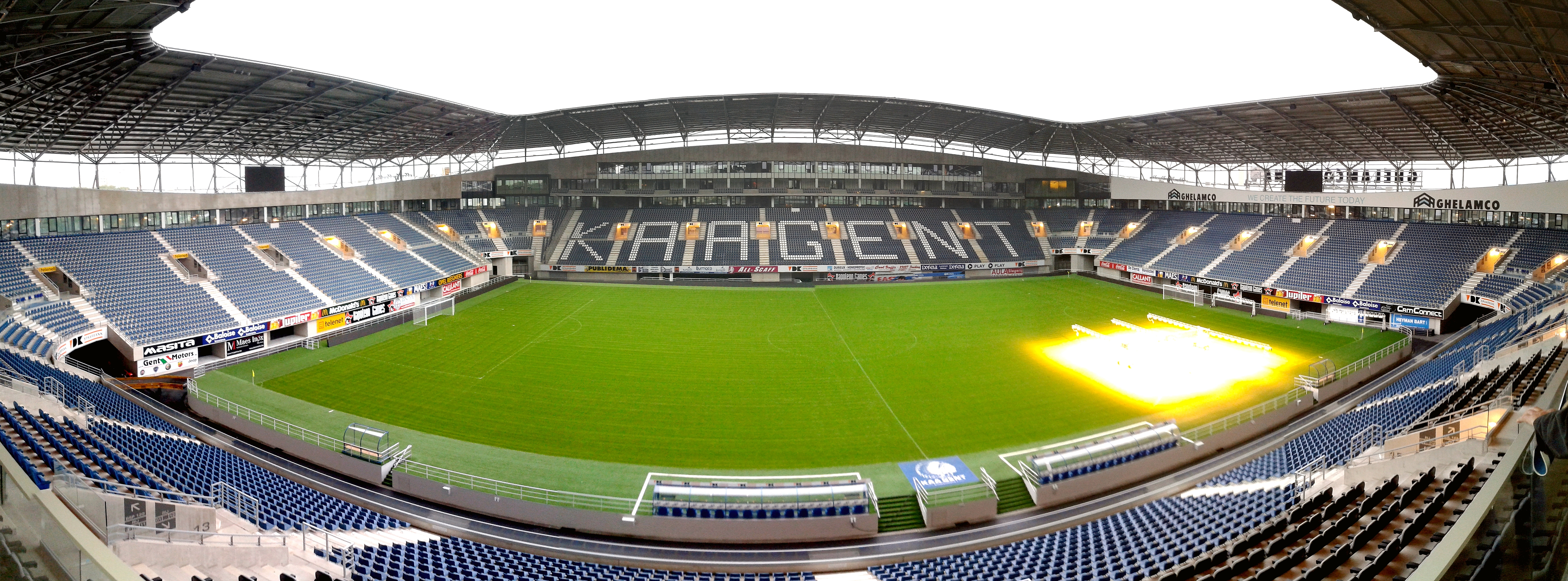
南スタンドからの眺め